# فرودگاه بین‌المللی لانسریا
فرودگاه بین‌المللی لانسریا (به انگلیسی: Lanseria International Airport) یک فرودگاه خصوصی با کد یاتا HLA است که یک باند فرود آسفالت دارد و طول باند آن ۲۹۱۸ متر است. این فرودگاه در شهر ژوهانسبورگ کشور آفریقای جنوبی قرار دارد و در ارتفاع ۱۳۷۲ متری از سطح دریا واقع شده است.

## شرکت‌های هواپیمایی و مقصدهای پروازی
| شرکت‌های هواپیمایی | مقصدهای پروازی     |
| ----------------- | ------------------ |
| کولولا.کام        | کیپ‌تاون، کینگ شاکا |
| Mango             | کیپ‌تاون، کینگ شاکا |
| فلای‌ساف‌ایر        | کیپ‌تاون، جرج       |